# Elena Berlato
Elena Berlato (Schio, 2 agosto 1988) è un'ex ciclista su strada italiana, attiva tra le Elite dal 2008 al 2015, con caratteristiche di passista-scalatrice.

## Carriera

### Gli esordi e i primi due anni dapro
Nel 2006 a Pordenone, appena diciassettenne, si classifica seconda nella prova a cronometro juniores dei campionati nazionali italiani. Nel 2007, ancora tra le juniores, corre con il Team Buderus-Cicli Cavalera.
Passa professionista nel 2008 con la Safi-Pasta Zara-Manhattan, importante gruppo sportivo con sede a Cornuda, in provincia di Treviso. In settembre viene convocata, insieme ad Anna Zugno, per la prova a cronometro Elite dei campionati mondiali di Varese, corsa che concluderà al 37º posto. L'anno dopo si classifica decima nel Gran Premio Comuni di Riparbella e Montescudaio e settima nei campionati italiani in linea. Prende quindi parte per la prima volta alla Grande Boucle, che conclude al quattordicesimo posto, e al Giro d'Italia, in cui è diciassettesima. Nella tappa di Pesco Sannita al Giro, tra l'altro, si aggiudica la borsa di studio istituita in memoria di Zinaida Stahurskaja per premiare la miglior giovane sui tre Gran Premi della Montagna di prima categoria.

### 2010-2013: Top Girls Fassa Bortolo
Per la stagione 2010 si trasferisce alla Top Girls Fassa Bortolo-Ghezzi, squadra di Spresiano, sempre in provincia di Treviso. Nella prima metà di stagione consegue diversi risultati di rilievo: è infatti rispettivamente settima e ottava nel Trofeo Alfredo Binda-Comune di Cittiglio e nella Freccia Vallone, entrambe prove del calendario di Coppa del mondo, settima nel Giro del Trentino e ottava nei campionati italiani a cronometro. In luglio partecipa al Giro d'Italia, concludendolo al decimo posto nella classifica generale dopo aver ottenuto come miglior risultato di tappa un'ottava piazza. Risulta tra l'altro seconda sia nella classifica giovani, dietro alla sola Marianne Vos, che in quella riservata alle italiane, preceduta da Tatiana Guderzo. Viene quindi inclusa nella lista delle dieci convocate per i campionati europei su strada ad Ankara: impegnata nella gara per le Under-23, non conclude la prova. In settembre è poi una delle otto italiane chiamate dal CT Salvoldi per partecipare alla prova in linea dei mondiali di Melbourne: nell'occasione svolge lavoro di gregariato, contribuendo al successo di Giorgia Bronzini. Al termine dell'anno Berlato risulta ventunesima, terza miglior italiana, nella classifica di Coppa del mondo.
Nella primavera 2011, sempre tra le file del team Top Girls Fassa Bortolo, ottiene come migliori risultati il quarto posto alla Freccia Vallone, preceduta al traguardo da Marianne Vos, Emma Johansson e Judith Arndt, il settimo al Gran Premio Ciudad de Valladolid, entrambe prove di Coppa del mondo, e il decimo alla Iurreta-Emakumeen Bira. È poi, in luglio, di nuovo presente al via del Giro d'Italia, con ambizioni di classifica: a differenza di quanto fatto nel 2010, non riesce però a rientrare tra le migliori dieci della classifica generale – è infatti undicesima a 18'08" dalla vincitrice Vos – complice anche una caduta nella tappa di Pescocostanzo; questa volta, comunque, si aggiudica la maglia bianca di miglior giovane, oltre che, come nel 2010, il secondo posto nella graduatoria della maglia azzurra, superata dalla sola Guderzo. Conclude la stagione con il quindicesimo posto, migliore italiana, in Coppa del mondo.
Nel 2012, in maglia Fassa Bortolo-Servetto, non ottiene piazzamenti né punti in Coppa del mondo. Si classifica invece decima alla Vuelta Ciclista a El Salvador e quarta nella Muri Fermani, prima di essere vittima, in giugno, di una caduta alla Euskal Emakumeen Bira che le causa la frattura scomposta della clavicola e la costringe a operarsi. Rientrata alle corse già dopo un mese, in settembre coglie l'ottavo posto al Memorial Cesare Del Cancia. L'anno dopo, ancora tra le file della formazione di Spresiano, partecipa a numerosa gare internazionali, ma senza mai ottenere risultati di rilievo. Al Giro d'Italia conclude trentacinquesima, al successivo Tour en Limousin è invece decima dopo un sesto posto di tappa; chiude infine diciottesima al Giro della Toscana.

### 2014-2015: ALÉ-Cipollini
Nonostante gli ultimi due anni in calando, per il 2014 Berlato viene messa sotto contratto dalla ALÉ-Cipollini, formazione Women's veronese diretta da Luisiana Pegoraro. Durante la stagione riesce a ritornare competitiva, piazzandosi sesta alla Vuelta Internacional a Costa Rica e seconda, battuta solo da Elisa Longo Borghini (per 1'00"), nella cronometro Elite dei campionati nazionali italiani a Povegliano. È poi dodicesima al Giro del Trentino (gara in linea) e ottava ai campionati italiani in linea a Varese, mentre al successivo Giro d'Italia conclude seconda nella tappa di San Donato Val di Comino, anticipata da Annemiek van Vleuten. Tra agosto e settembre è ancora particolarmente in forma, chiude infatti decima alla Route de France, seconda al Trophée d'Or (con un secondo posto di tappa) e sesta al Giro della Toscana. Questi risultati le valgono una nuova convocazione in Nazionale, seppur come riserva, per la prova in linea dei campionati del mondo di Ponferrada.
Nel 2015 è ancora tra le file dell'ALÉ-Cipollini. In stagione vince il Giro dei 5 Comuni a Fara Vicentino, gara per Elite. Tra giugno e luglio si classifica quindi settima nella prova in linea Elite dei campionati italiani di Superga e terza in quella a cronometro a San Vito al Tagliamento; partecipa anche al Giro d'Italia, mettendosi in evidenza in salita. Nonostante i buoni risultati, non viene riconfermata al termine della stagione, ritirandosi così dall'attività ciclistica.

## Piazzamenti

### Grandi Giri
- Grande Boucle

2008: 14ª
2009: 14ª
- Giro d'Italia

2009: 17ª
2010: 10ª
2011: 11ª
2012: 85ª
2013: 35ª
2014: 27ª
2015: 38ª

### Competizioni mondiali
- Campionati del mondo

Varese 2008 - Cronometro Elite: 37ª
Melbourne 2010 - In linea Elite: 35ª
- Coppa del mondo

2010: 21ª
2011: 15ª
2014: 53ª
2015: 101ª